# Pachydactylus geitje
Pachydactylus geitje är en ödleart som beskrevs av  Anders Sparrman 1778. Pachydactylus geitje ingår i släktet Pachydactylus och familjen geckoödlor. Inga underarter finns listade i Catalogue of Life.